# (10037) 1984 BQ
1984 بي كيو (ويعرف أيضًا باسم (10037) 1984 بي كيو وفق تسمية الكوكب الصغير) (بالإنجليزية: 1984 BQ)‏ هو كويكب ضمن حزام الكويكبات؛ وترتيبه 10037 من حيث الاكتشاف.
اكتُشف هذا الجُرم الفلكي بواسطة Antonín Mrkos ‏ في 26 يناير 1984.

## وصلات خارجية
- (10037) 1984 BQ في قاعدة بيانات مختبر الدفع النفاث لأجرام النظام الشمسي الصغيرة

- الاكتشاف · مخطط المدار ·  العناصر المدارية · المعلمات المادية

- (10037) 1984 BQ على موقع ويكي سكاي: DSS2, SDSS, GALEX, IRAS, Hydrogen α, X-Ray, Astrophoto, Sky Map, Articles and images